# Stigsholm Sø
Stigsholm Sø  er en næringsrig sø, med   et areal på 21 ha beliggende ved Mattrup Å  godt  5 km nordøst for Nørre Snede på grænsen mellem  	Ikast-Brande og Horsens Kommune. Ca. en halv kilometer mod nordvest ligger Halle Sø
Stigsholm Sø er en meget lavvandet med en middeldybde på 0,8 meter. 
I tilknytning til ådalssystemet findes arealer med surt overdrev, rigkær og hængesæk.
Søen er en del af Natura 2000-område nr. 53 Sepstrup Sande, Vrads Sande, Velling Skov og Palsgård Skov, og er både habitatområde og fuglebeskyttelsesområde.

## Naturtilstand
Stigsholm Sø er påvirket af tilførsel af næringsstoffer fra bl.a de 
3 dambrug i oplandet, ligesom vandkvaliteten er påvirket af forholdene 
i Halle Sø, der ligger umiddelbart opstrøms, og er  kun i moderat økologisk 
tilstand.  Ved vegetationsundersøgelser i 2004 og 2007 blev der registreret hhv. 8 og 6 arter af undervandsplanter. Det plantedækkede areal var i perioden mindsket markant fra 41 % i 2004 til 23 % i 2007, hvilket skyldtes en tilbagegang i mængden af tarm-rørhinde. I 2010 var det plantedækkede areal dog øget til 53 % med dominans af vandpest og børstebladet vandaks, men også en bestand af kruset vandaks, hvorimod tarm-rørhinde var yderligere reduceret. 